# Vers (Saona i Loara)
Vers – miejscowość i gmina we Francji, w regionie Burgundia-Franche-Comté, w departamencie Saona i Loara.
Według danych na rok 1990 gminę zamieszkiwało 160 osób, a gęstość zaludnienia wynosiła 38 osób/km² (wśród 2044 gmin Burgundii Vers plasuje się na 751. miejscu pod względem liczby ludności, natomiast pod względem powierzchni na miejscu 1279.).